# NGC 5965
NGC 5965 ist eine Spiralgalaxie vom Hubble-Typ Sb mit aktivem Galaxienkern im Sternbild Drache am Nordsternhimmel. Sie ist schätzungsweise 159 Millionen Lichtjahre von der Milchstraße entfernt und hat einen Durchmesser von etwa 235.000 Lichtjahren.
Im selben Himmelsareal befinden sich die Galaxien NGC 5963, NGC 5969, NGC 5971, PGC 2544663.
Das Objekt wurde am 5. Mai 1788 von dem Astronomen William Herschel mithilfe seines 18,7 Zoll-Spiegelteleskops entdeckt und später von Johan Dreyer in seinen New General Catalogue aufgenommen.

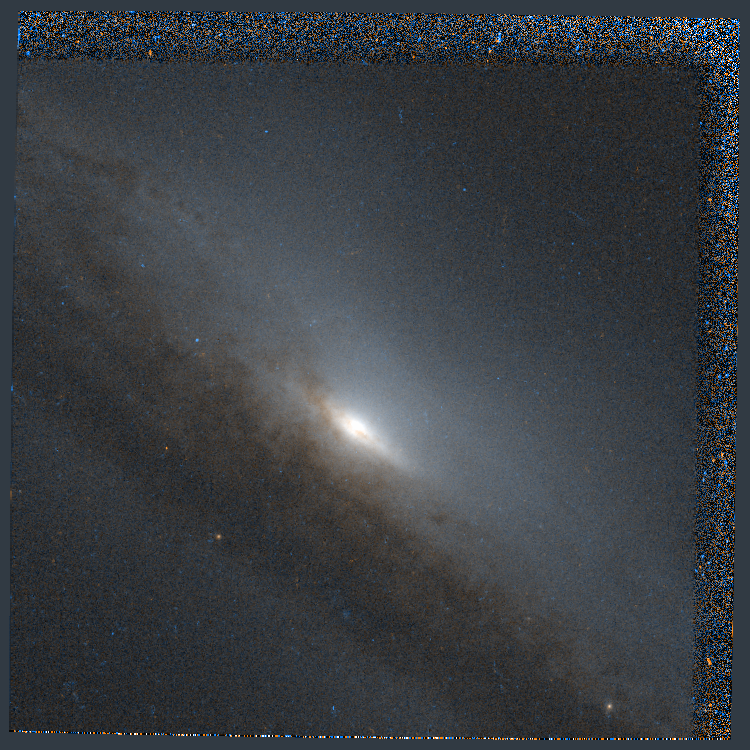
Hochaufgelöste Aufnahme des Zentrums von NGC 5965, erstellt mithilfe des Hubble-Weltraumteleskops